# Jan Nepomucký (architekt)
Jan Nepomucký (22. dubna 1895 Okrouhličtí Dvořáci – 14. září 1948 Mladá Boleslav) byl český architekt, malíř, básník, učitel, průkopník reforem na průmyslových stavebních školách.

## Vzdělání
Narodil se jako jediné dítě Terezie a Františka Nepomuckých. Otec byl úředníkem Rakouské severozápadní dráhy, a tak se rodina často stěhovala. Studoval nejprve na reálce v Kutné Hoře, a již jako primán bydlel v podnájmu. Maturoval na reálce v Nymburce, kam byl jeho otec přeložen.
V letech 1914–1920 vystudoval Vysoké učení technické v Praze, obor Architektura a pozemní stavitelství. Byl výborným studentem a již záhy projevoval velké nadání a lásku k výtvarnému umění. Obrazy olejovými barvami maloval již v patnácti letech. Studiu malby se věnoval u profesorů Oldřicha Blažíčka, Jana Preislera, Adolfa Liebschera. Současně s ukončením studia na ČVUT absolvoval také malířskou  akademii a získal titul Akademický malíř. Podnikl cesty po Evropě (Mnichov, Paříž, Řím, Florencie,..) a Malé Asii, za účelem výuky žáků a poznání historické architektury i moderních staveb.

## Kariéra
Po ukončení studií nastoupil do praxe k firmě K. Hannauer v Nuslích, kde pracoval v letech 1920–1923. Z praxe byl povolán na místo asistenta na Vysoké učení technické do Ústavu ornamentiky a stavební dekorace a do Ústavu architektoniky vnitřního zařízení budov, kde působil v letech 1923–1928. Od 14. září 1928 byl profesorem stavitelství na Vyšší zemské průmyslové školy v Mladé Boleslavi a od roku 1935 byl jednatelem zájmového sdružení architektů. Od roku 1939 působil jako přednosta stavebního odboru v Mladé Boleslavi, kde zavedl praktické školení žáků a modelování, což se později rozšířilo na všechny stavební průmyslové školy.  
V architektonické tvorbě se věnoval především tvorbě interiérů. Navrhl řadu interiérů firem, např. pro firmu Slaba-Hosch v Praze na Příkopech (1926). Spolu s Václavem Barešem a Semerádem předložili v roce 1935 soutěžní návrh na sokolovnu v Domažlicích.
Ve 30. letech se věnoval průzkumu památek, např. dvou domů na Staroměstském náměstí v Praze. Stal se průkopníkem metodiky stavebně-historického výzkumu, jeho metody předběhly dobu a používaly se ještě po druhé světové válce (viz Průzkumy památek 1/2001, ročník 11, profesor Škabrada). Podílel se na složitém projektu zahradní čtvrti Barrandov.

## Učitel na Zemské průmyslové škole v Mladé Boleslavi
V roce 1928 nastoupil jako profesor stavebního oboru na Vyšší zemskou průmyslovou školu v Mladé Boleslavi, právě nově vybudovanou v konstruktivistickém slohu dle návrhu architekta Jiřího Krohy. Zde se stal průkopníkem reforem v průmyslových školách stavebních, iniciátorem při vytváření nového typu průmyslové stavební školy, spojení teorie s praxí. Novinka byla zavedena do všech škol. V roce 1942 zde zřídil oddělení dopravního stavitelství a abiturienský kurz, který zachránil mnoho studentů od nasazení na práce v Říši.
Profesorský sbor průmyslové školy měl vysokou úroveň, působili zde např. akademičtí malíři profesor Jaroslav Mašek a profesor inženýr Koutný, Dr. Ing. Klik a architekt Osvald Döbert. Po válce škola pomáhala při výstavbě válkou zničené obce Jiřice u Benátek nad Jizerou. Jan Nepomucký byl jmenován přednostou stavebního odboru školy a odborným inspektorem průmyslových stavebních škol v Čechách. Externě přednášel na ČVUT. Měl rád své žáky a dával jim základy profesních dovedností.

## Kulturní život
Jan Nepomucký se účastnil kulturního života ve městě a usiloval o stavební rozvoj Mladé Boleslavi jako člen stavebního odboru města. Došlo k založení nové obytné čtvrti na Dubcích, město se rozšiřovalo směrem ke Kosmonosům, pokračovalo dláždění ulic a vybudování kanalizace. Byl otevřen Studentský domov, upraven park Výstaviště, došlo k opravě staré radnice a obnově fresek na její fasádě. Jan Nepomucký pořádal výstavy obrazů a pomáhal při výtvarných akcích města. Zhotovil například pamětní knihu města s obrázky mnoha vesnic okresu pro prezidenta Edvarda Beneše, který navštívil město 8. října 1946.

## Výtvarná tvorba
Jan Nepomucký nikdy nepřestal malovat, svůj ateliér měl ve škole. Byl malířem hlavně krajin se sugestivní náladovostí, pro niž se inspiroval básnickým vztahem k přírodě. V řadě obrazů Jana Nepomuckého je vidět vliv Oldřicha Blažíčka v opravdovosti podání krajiny, byť se svým vlastním rukopisem. Navázal též na filozofickou symboliku a poetismus Jana Preislera. Obsah obrazů Jan Nepomucký pojednával formou moderního realismu vytříbenou technikou. Průběžně si studijně ověřil i jiné formy malby, které připomínají například Otakara Kubína, Vincenta Beneše, Jana Trampotu nebo Paula Cézanna. Do dalších vývojových fází modernismu 30. let 20. století nevstoupil. Naopak, v obrazech jemu blízkých rurálních motivů nachází těžiště své výtvarné práce a zůstává ve svém osobitém stylu, ve kterém prohlubuje prvek světla a barevného kontrastu. Nelze pominout, že účin jeho obrazů výrazně provází prvek poetismu v celém výtvarném díle, ale především v dlouhé řadě akvarelů. Své obrazy vystavoval v Chrudimi, v Praze, v Nové Pace, v Benátkách nad Jizerou a v Mladé Boleslavi. Jeho práce (oleje, akvarely, kresby) jsou v současnosti (2025) u soukromých sběratelů a rodiny.

## Poezie
V pozdějších letech se začal Jan Nepomucký věnovat také poezii, kterou měl velmi rád. K jeho nejmilejším básníkům patřil František Halas. Sám začal psát verše až ve zralém věku pro uklidnění duše a potěchu srdce ve zlých časech. V poezii vyzdvihoval význam bohatého, rozmanitého a krásného českého jazyka. Posmrtně byly vydány jeho básnické sbírky Vodou omleté kamínky (2002) a později doplněné vydání o nově nalezené lyrické básně z rané tvorby pod názvem Neomleté kamínky a Vodou omleté kamínky v roce 2022.  

## Rodina
V roce 1932 se oženil s Martou Kaprálkovou, dcerou statkáře v Sušně u Mladé Boleslavi. Jeho rodiče se v důchodu přestěhovali za synem z Nymburka do Mladé Boleslavi. V roce 1935 se mu narodila dcera Marta Jana Milena (provdána Hrdličková) a v roce 1941 syn Jan.
Dne 14. září 1948, přesně na den 20 let po nástupu do mladoboleslavské průmyslové školy, tam náhle zemřel uprostřed práce na infarkt myokardu.

## Galerie

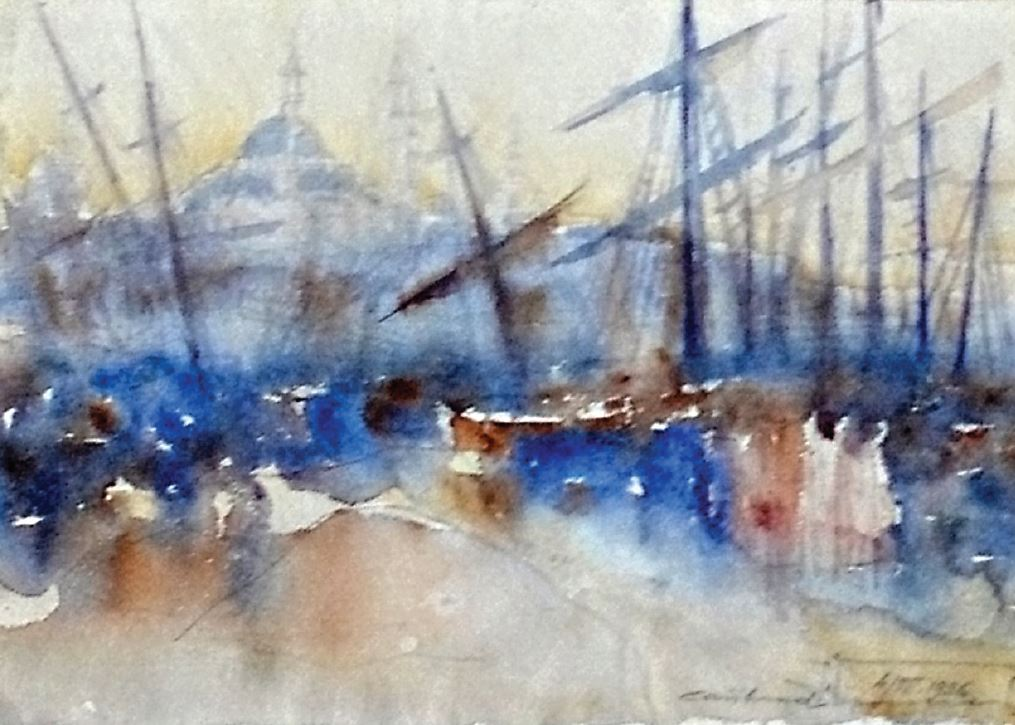
Cařihrad (kolorovaná kresba)
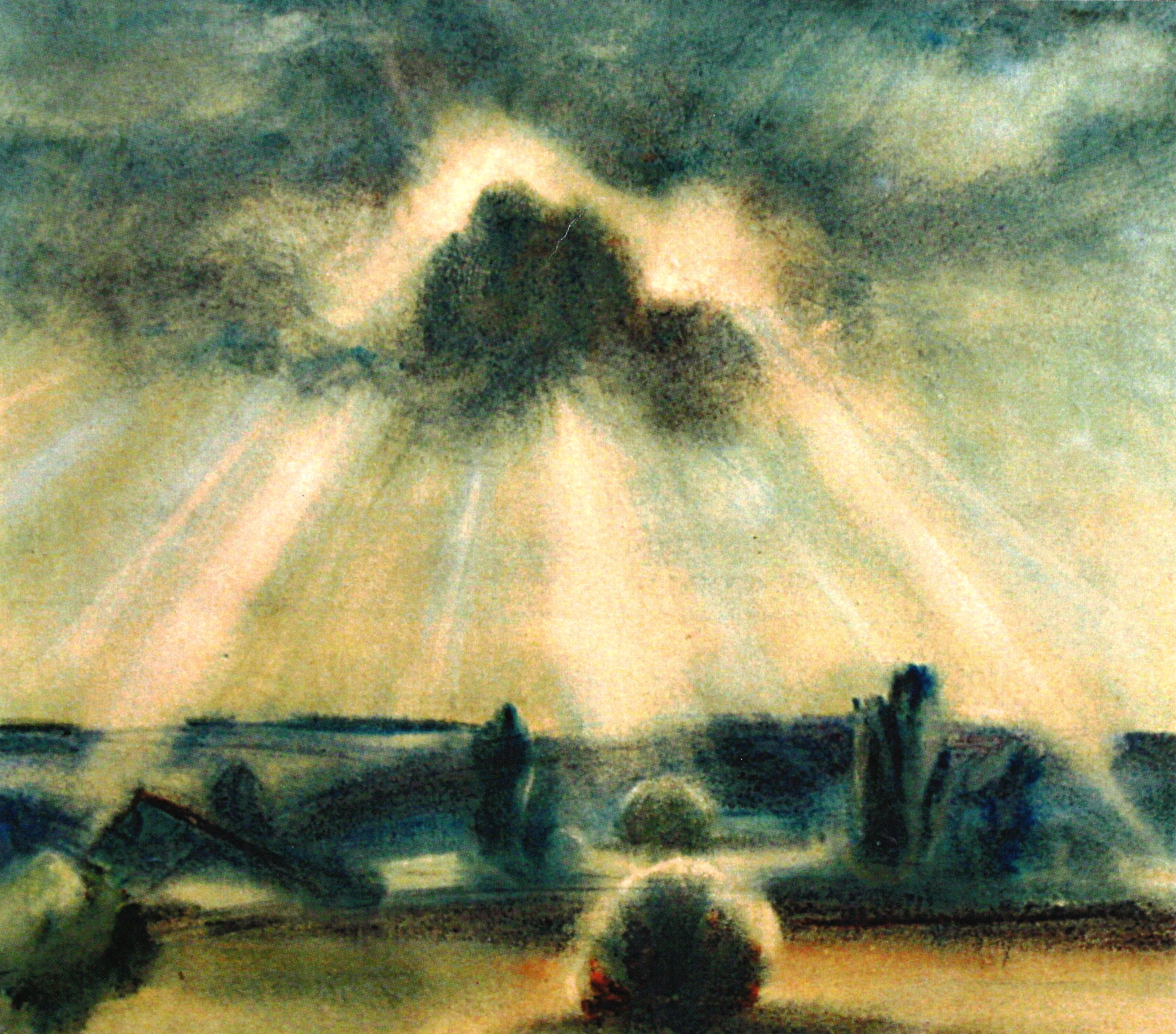
Boží oko (akvarel)
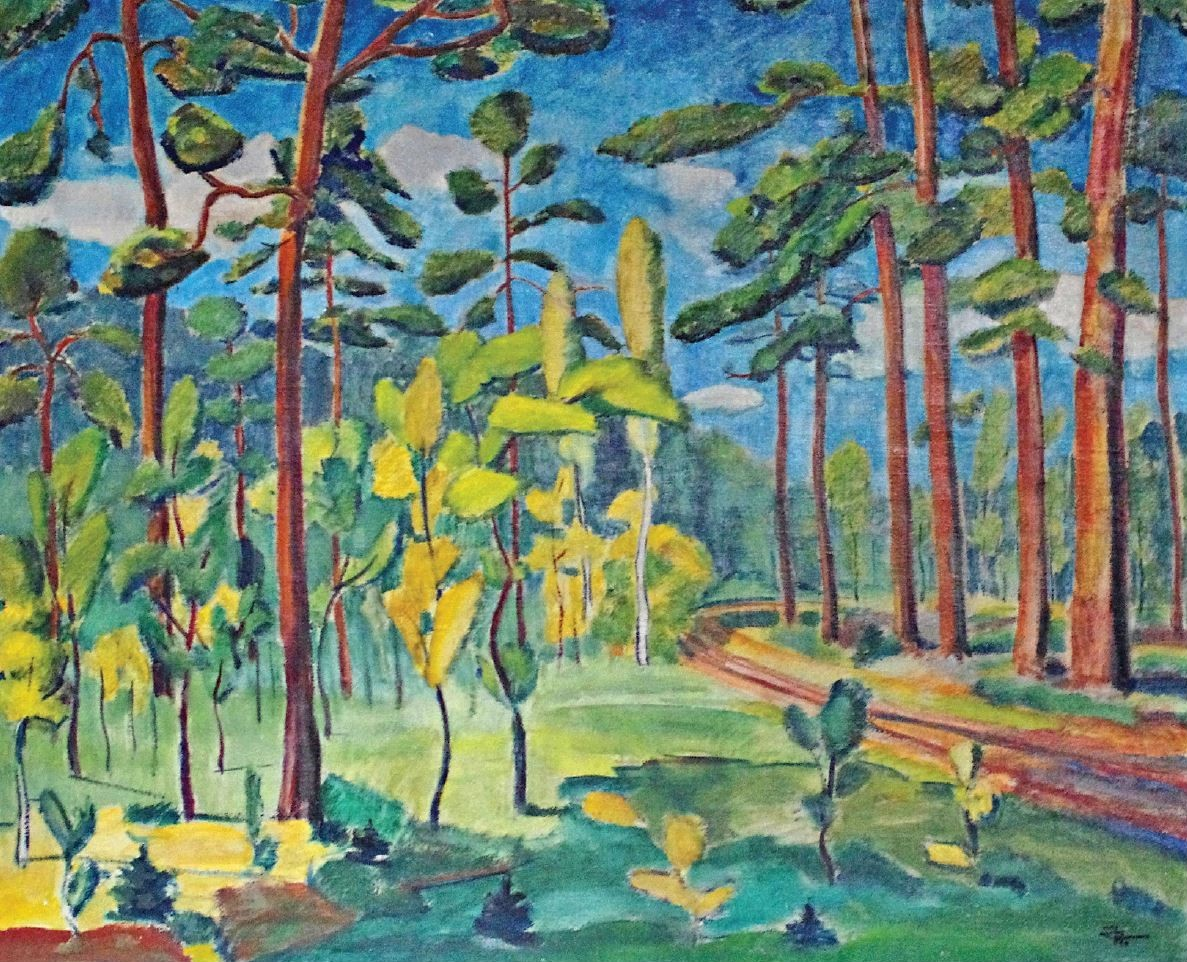
Smíšený les u Sušna (olej na plátně)
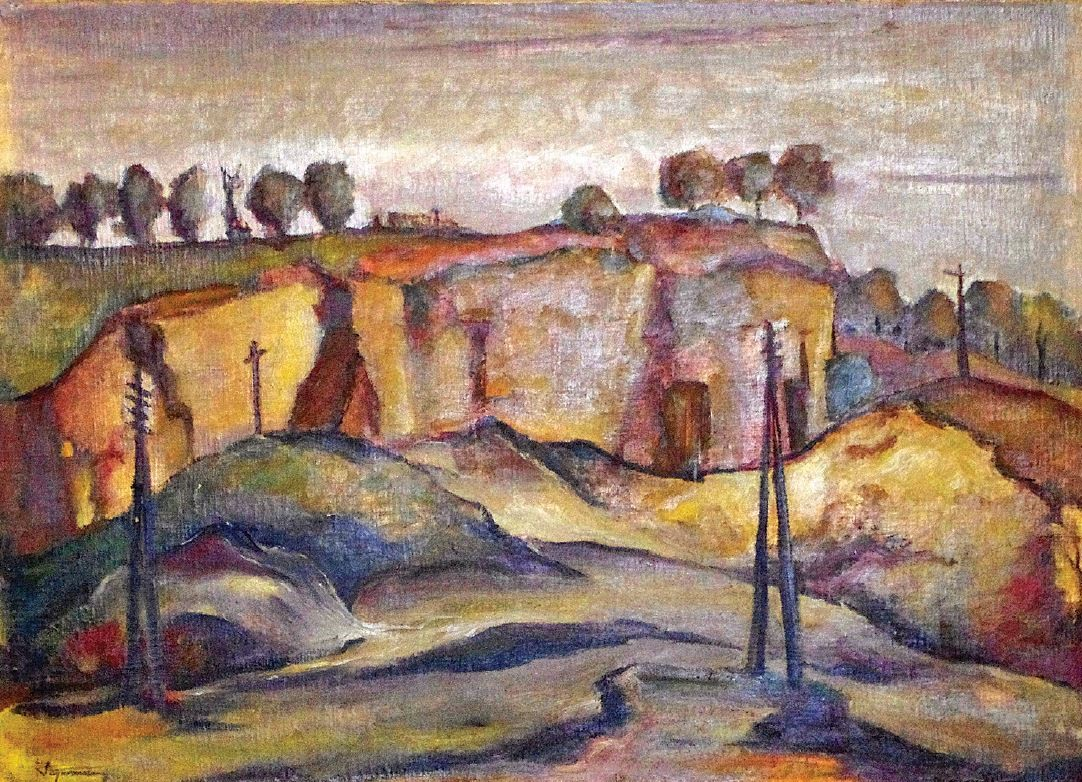
Na spravedlnosti (olej na plátně)
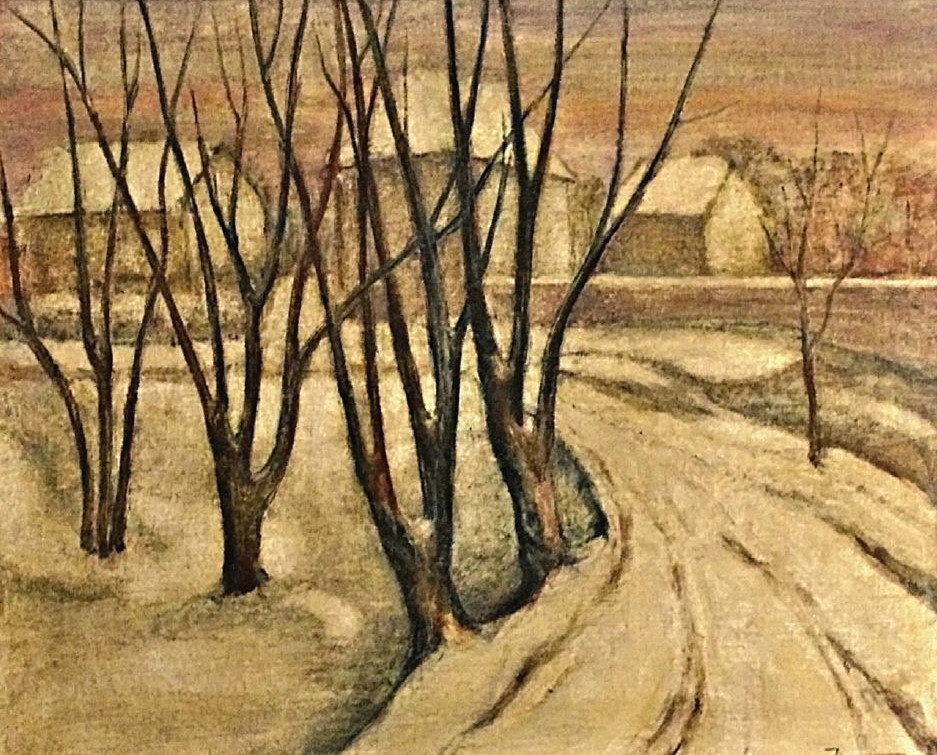
Na okraji města (olej na kartonu)
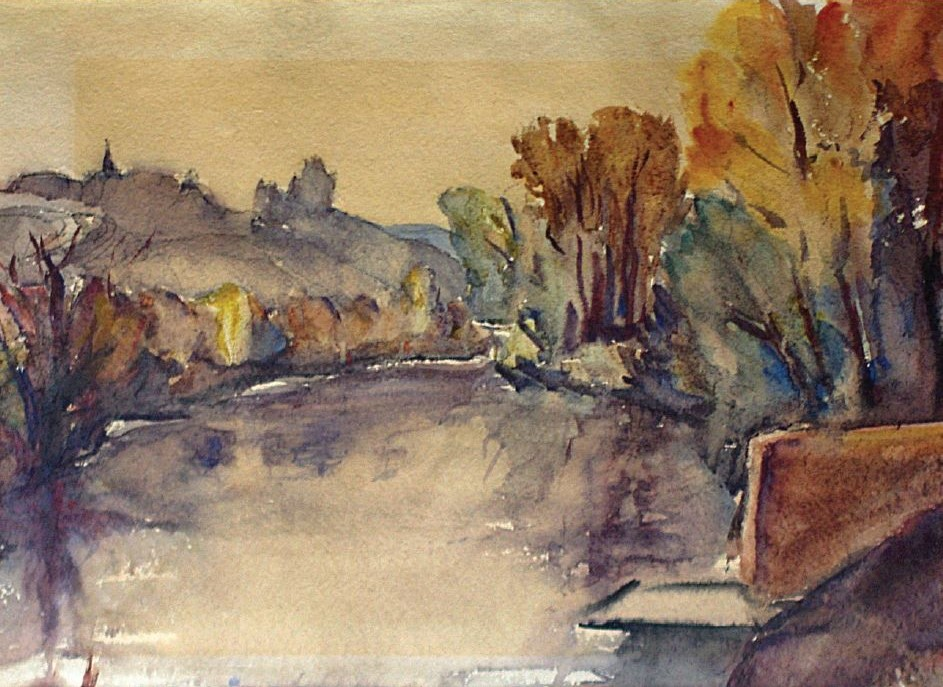
Michalovická putna (akvarel)